# U.S. Highway 380
Der U.S. Highway 380 (kurz US 380) ist ein Ost-West United States Highway. Er beginnt an der Interstate 25 in San Antonio südlich von Socorro und endet in Greenville an der Interstate 30. Der Highway trifft im Verlauf nicht auf den U.S. Highway 80, obwohl sich die Nummer 380 von ihm ableitet. In Albany traf er aber ursprünglich auf den U.S. Highway 180. Nach Umbauten erreicht er ihn heute nicht mehr. Der U.S. Highway führt nördlich an den Städten Dallas und Fort Worth vorbei. Seit 2004 werden die östlichen drei bis vier Meilen zusammen mit dem U.S. Highway 69 als Umgehungsroute um Greenville genutzt.